# Ellesmere Port and Neston
Ellesmere Port and Neston è stato un borgo del Cheshire, Inghilterra, Regno Unito, con sede a Ellesmere Port.
Il distretto fu creato con il Local Government Act 1972, il 1º aprile 1974 dalla fusione del borough di Ellesmere Port con il distretto urbano di Neston. Dal 2009 il suo territorio è confluito nella nuova autorità unitaria di Cheshire West and Chester.

## Località e parrocchie
Tra i centri abitati del distretto c’erano:
- Burton (Cheshire)
- Childer Thornton
- Ellesmere Port
- Great Sutton
- Hooton (Cheshire)
- Little Stanney
- Little Sutton (Cheshire)
- Ness (Cheshire)
- Neston
- Overpool
- Parkgate (Cheshire)
- Willaston (Cheshire)

L'unica parrocchia civile era Ince.